# Liste der Monuments historiques in Saint-Jean-d’Angle
Die Liste der Monuments historiques in Saint-Jean-d’Angle führt die Monuments historiques in der französischen Gemeinde Saint-Jean-d’Angle auf.

## Liste der Bauwerke
| Bezeichnung                   | Beschreibung                       | Standort                                 | Kennzeichnung | Schutzstatus | Datum | Bild           |
| ----------------------------- | ---------------------------------- | ---------------------------------------- | ------------- | ------------ | ----- | -------------- |
| Château de Saint-Jean-d’Angle | Wasserburg, um 1180                | (Lage)                                   | PA00105188    | Classé       | 1994  | weitere Bilder |
| Kirche St-Jean-Baptiste       | Erbaut ab dem 13. Jahrhundert      | Rue de l’Église (Lage)                   | PA00105189    | Classé       | 1992  | weitere Bilder |
| Markthalle                    | vermutlich aus dem 17. Jahrhundert | Rue de l’Église Rue Maurice Ponte (Lage) | PA17000093    | Inscrit      | 2011  | weitere Bilder |

## Liste der Objekte
Zum Verständnis siehe: Kirchenausstattung
| Bezeichnung   | Beschreibung                                                                                    | Standort                                                                             | Kennzeichnung | Schutzstatus | Datum | Bild |
| ------------- | ----------------------------------------------------------------------------------------------- | ------------------------------------------------------------------------------------ | ------------- | ------------ | ----- | ---- |
| Banner        | Stoff, 1888                                                                                     |                                                                                      | PM17002608    | Inscrit      | 2015  |      |
| Chorgestühl   | Holz, 19. Jahrhundert                                                                           | in der Kirche Saint-Jean-Baptiste (Lage)                                             | PM17001476    | Inscrit      | 1985  |      |
| Glocke Jeanne | Bronze, 1768                                                                                    | in der Kirche Saint-Jean-Baptiste (Lage)                                             | PM17000396    | Classé       | 1962  |      |
| Altar         | Altar mit Tabernakel und Expositionsnische; Holz, farbig gefasst und vergoldet, 18. Jahrhundert | in der Kirche Saint-Jean-Baptiste (Lage)                                             | PM17001475    | Inscrit      | 1985  |      |
| Zwei Statuen  | drei Fragmente; Stein, 16. Jahrhundert                                                          | ursprünglich in der Kirche Saint-Jean-Baptiste, jetzt in Rochefort aufbewahrt (Lage) | PM17001877    | Inscrit      | 1999  |      |